# Hamburg-Wilhelmsburg

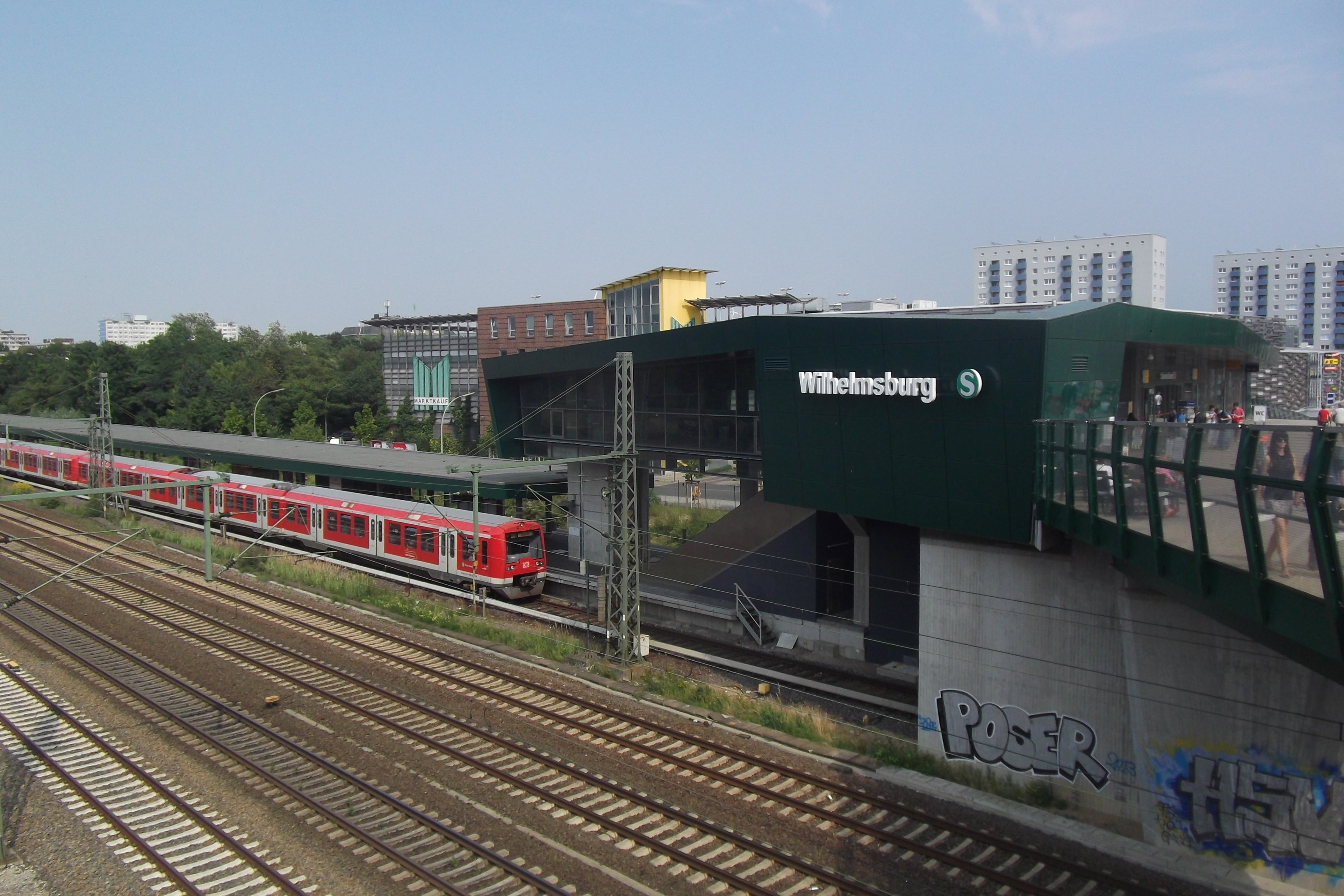
Wilhelmsburg

Wilhelmsburgs läge inom Hamburg.

Wilhelmsburg är en stadsdel i Hamburg, den ligger i distriktet Hamburg-Mitte. I distriktet bor det 49132 personer varav 22,7% är under 18 år. I Hamburg är medelsiffran 16%. Det bor också mer invandrare i stadsdelen jämfört med övriga Hamburg, 34,2% mot 15,3%. Stadsdelen ligger på en ö i Elbe tillsammans med stadsdelarna Steinwerder, Kleiner Grasbrook, Veddel. En del av ön användes som soptipp fram till 1980-talet, den låg i delen Stillhorn.
1672 köpte Georg Wilhelm von Braunschweig-Lüneburg-Celle tre stora öar i Elbe, som sedan genom invallning omvandlades till en ö, som efter honom fick namnet Wilhelmsburg. 1927 slogs städerna Wilhelmsburg och Harburg ihop till staden Harburg-Wilhelmsburg, och 1938 uppgick denna i Hamburg.